# Oxypetalum glaziovii
Oxypetalum glaziovii là một loài thực vật có hoa trong họ La bố ma. Loài này được (E.Fourn.) Fontella & Marquete mô tả khoa học đầu tiên năm 2003.